# Seznam českých příjmení, Q
Toto je seznam českých příjmení začínajících na písmeno Q. Seznam zahrnuje pouze příjmení s více než pěti mužskými nositeli.
| Příjmení  | Počet | Přechýleně   | Počet | ORP s největší hustotou |
| --------- | ----- | ------------ | ----- | ----------------------- |
| Quaiser   | 45    | Quaiserová   | 39    | Varnsdorf               |
| Quis      | 41    | Quisová      | 36    | Opava                   |
| Quitt     | 35    | Quittová     | 59    | Frýdek-Místek           |
| Quinn     | 30    | Quinnová     | 2     | Uherský Brod            |
| Quarda    | 24    | Quardová     | 28    | Frenštát pod Radhoštěm  |
| Quittek   | 19    | Quittková    | 16    | Opava                   |
| Qualizza  | 15    | Qualizzová   | 16    | Železný Brod            |
| Quirsfeld | 15    | Quirsfeldová | 8     | Jilemnice               |
| Quitta    | 14    | Quittová     | 59    | Kuřim                   |
| Quast     | 12    | Quastová     | 11    | Bohumín                 |
| Quach     | 11    | Quachová     | 2     | Příbram                 |
| Queisner  | 8     | Queisnerová  | 8     | Pardubice               |
| Quisek    | 8     | Quisková     | 6     | Opava                   |
| Quirenc   | 8     | Quirencová   | 5     | Vyškov                  |
| Quadrat   | 8     | Quadratová   | 4     | Rokycany                |
| Quadrát   | 7     | Quadrátová   | 12    | Kladno                  |
| Quintero  | 7     | Quinterová   | 1     | Horšovský Týn           |
| Quici     | 6     | Quiciová     | 3     | Železný Brod            |
| Quirenz   | 5     | Quirenzová   | 11    | Židlochovice            |
| Quiquerez | 5     | Quiquerezová | 1     | Černošice               |